# Стічні води підприємств нафтової і газової промисловості
Основними забруднюючими речовинами стічних вод на підприємствах нафтової і газової промисловості є нерозчинні й органічні домішки, зазвичай знаходяться в стоках в підвішеному стані. Це нафта, нафтові води, вибурені гірські породи, а також відходи життєдіяльності персоналу і типові забруднювачі технічного об'єкта.

## Методи очищення і знешкодження
Грубодисперсні мінеральні й органічні забруднюючі речовини виділяють зі стічних вод за допомогою механічних методів очищення (проціджування, відстоювання, поділ у полі відцентрових сил на гідроциклонах або в центрифугах). Для відділення дрібнодисперсних забруднюючих частинок широко використовується фільтрування. Основні споруди для відстоювання нафтовмісних стічних вод — нафтоуловлювачі, в яких нафта або нафтопродукти виділяються з води і спливають на поверхню, а значна кількість твердих механічних домішок осідає. На великих нафтобазах, перекачувальних станціях та інших об'єктах нафтової промисловості застосовують також мазутопастки, бензо- та маслопастки — аналоги нафтопасток.
Фізико-хімічні методи очищення стічних вод знаходять все більш широке застосування як самостійний метод і в поєднанні з іншими видами очищення. Обумовлено це все зростаючим використанням на нафтогазових підприємства оборотних систем водопостачання, вимагають глибокого очищення стічних вод, а також прагненням до максимального витяганню зі стоків корисних продуктів з метою їх повторного використання. Найбільш широко використовуються методи коагуляції, флотації, екстракції і деякі інші. Всі інші методи (електрохімічні, сорбційні, дистиляція, ректифікація, перегонка з парою) не є універсальними і використовуються, як правило, в системах локальної очистки. Вони енергоємні і мають обмеження по продуктивності.
З хімічних методів очищення в нафтовій і газовій промисловості використовуються озонування, хлорування і пом'якшення води. Озонування застосовують для глибокого очищення стічних вод, що пройшли механічну, фізико-хімічну або біологічну очистку від розчинених в них нафтопродуктів і інших органічних домішок, а також сірководню, тетраетилсвинцю, дезодорації (усунення специфічного запаху нафтопродуктів) і бактеріального знезараження води.
Ефективність очищення від тетраетилсвинцю стічних вод озонуванням становить 90 %. Більш глибоке очищення (до 100 %) можлива при використанні каталізатора (силікагель). Концентрація озону при цьому повинна бути не менше 15 мг/л, а час контакту води, що очищується, з озоноповітряною сумішшю — 1 ч.
Для видалення із стічних вод розчинених в них органічних речовин часто застосовують біологічне окислення в природних або штучно створених умовах. У першому випадку використовуються ґрунти, проточні і замкнуті водойми, у другому — спеціально побудовані для очищення споруди (біофільтри, аеротенки та інші окислювачі різних конструкцій). Вміст нафтопродуктів в стічних водах після біологічної очистки становить 5—10 мг / л при початковому вмісті їх 20—50 мг/л.
Коагуляція — один з найбільш доступних і дешевих методів очищення бурових стічних вод. Мета коагуляції — звільнення води від нафти, каламуті, завислих речовин, фізико-хімічні властивості яких не дозволяють або роблять нераціональним видалення їх відстоюванням. Методи очищення бурових стічних вод: фільтрація, центрифугування, окислення органічних домішок озоном з подальшим використанням вод в оборотному водопостачанні не отримали широкого розповсюдження.
Утилізація нафтопромислових стічних вод для підтримки пластових тисків на розроблюваних нафтових родовищах дозволить вирішити проблему захисту водойм від забруднення.
Нафтові шлами — основні відходи нафтопереробних і нафтохімічних підприємств. Вони утворюються в процесі очищення нафтовмісних стічних вод на очисних спорудах і при чищенні резервуарів. Шлами представляють собою важкі нафтові залишки, що містять в середньому (за масою) 10—56 % нафтопродуктів, 30—85 % води, 1,3—46 % твердих домішок.
В даний час застосовуються такі методи знешкодження й переробки нафтових шламів:
- спалювання у вигляді водних емульсій та утилізація тепла, що виділяється (це найпоширеніший, найбільш простий, надійний і маловідходних метод);
- зневоднення і сушка з поверненням нафтопродуктів у виробництво (процес в порівнянні зі спалюванням більш прогресивний);
- переробка в газ і парогаз (дозволяє підвищити коефіцієнт використання нафти, але для промислової реалізації процесу газифікації нафтового шламу потрібні великі капітальні витрати, що стримує його широке застосування).
Крім того, на підприємствах нафтопереробної, нафтохімічної та хімічної промисловості утворюється велика кількість виробничих шламів. Велику частину виробничих шламів становлять кубові залишки і різні некондиційні рідкі продукти. . Також накопичуються різні сипучі відходи, відпрацьовані адсорбенти і каталізатори, заводський сміття, рідкі та тверді відходи, затарені в бочки. Шлам утворюється також при нейтралізації хімічно забруднених стічних вод (наприклад, виробництва синтетичних жирних кислот) вапняним молоком, аміаком перед біохімічної очищенням.
Скупчуванню таких відходів на виробничих територіях може привести до інтенсивного забруднення ґрунту, повітря та ґрунтових вод. Запобігти цьому можна раціональним складуванням і захороненням відходів, знешкодженням їх і використанням для різних цілей в народному господарстві. Поховання необхідно в тому випадку, якщо утилізація або ліквідація таких відходів у сформованих умовах неможлива.
Складування відходів можливо в поверхневих сховищах. Відходи, складовані в поверхневих сховищах, як правило, не токсичні, однак при неправильному зберіганні вони можуть стати джерелом забруднення ґрунтів та водойм. Крім того, наземні сховища займають значні площі. Основний тип наземних сховищ на хімічних і нафтохімічних підприємствах — шламонакопичувачі. Спорудження спеціальних полігонів — найбільш раціональний метод поховання виробничих шламів. У складі полігону передбачені: завод зі знешкодження та захоронення токсичних промислових відходів, ділянка поховання промислових відходів.
Способи знешкодження та утилізації кубових залишків і некондиційних рідких продуктів вибирають на основі класифікації цих відходів, так як за кількістю і складом вони надзвичайно різноманітні, а також з урахуванням економічності процесу, можливості подальшого їх використання.
У зв'язку з жорсткістю вимог до якості скидаються відходів багато виробничих відходів, що призначалися раніше для поховання, тепер утилізують. Це дозволяє ефективно вирішувати питання охорони навколишнього середовища і різко підвищити рентабельність виробництва.
Метод термообробки бурового шламу найбільш доцільний і технічно доступний. Сутність його полягає в тому, що органічні речовини повністю згоряють при високій температурі.